# Заз
Изабел Жефроа (на френски: Isabelle Geffroy), по-известна като Заз (на френски: Zaz), е френска певица, чиито песни обхващат различни жанрове, като джаз, соул и шансон. Добива популярност с песента „Je veux“ от дебютния си албум „Zaz“, издаден на 10 май 2010 година.

## Детство
Майка ѝ е учителка по испански език, а баща ѝ работи в електрическа компания. През 1985 година е приета в Conservatoire a rayonnement regional de Tours (Консерваторията в Тур) заедно с брат си и със сестра си, където посещават курсове от пет- до единадесетгодишна възраст. Заз изучава теория на музиката, специализира цигулка, пиано, китара и хорове пеене. През 1994 се мести в Бордо. През 1995 година започва да взима уроци по пеене и изучава кунг-фу. През 2000 година печели стипендия от регионалния съвет, която ѝ позволява да започне обучение в училището по модерна музика на Бордо. Музиката ѝ е повлияна от множество композитори и стилове – „Четирите годишни времена“ от Вивалди, изпълнителите Ела Фицджералд, Енрико Масиас, Боби Макферин и Ричард Бона, от африканските и кубинските ритми. През 2006 година Заз се мести в Париж.

## Певческа кариера
През 2001 година Заз започва своята певческа кариера с групата Fifty Fingers. Тя пее и в град Ангулем като част от джазов квартет. Заз става част от шестнадесетчленната група Izar-Adatz („Изгряваща звезда“ на баски) и обикаля с тях на двугодишно турне Юг-Пиренеи и Баска автономна област. Заз работи в студио като хористка в Тулуза и участва в различни проекти с много изпълнители, като Арт Менго, Владимир Макс, Жан-Пиер Мадер и Серж Гуеаро.
През 2010 година френското списание Telerana обявява: „Слухът се разпространява все повече и повече: Заз има божествен глас и ще го разкрие това лято“. На 10 май 2010 година Заз представя своя първи албум. Той съдържа както авторски песни, като Trop sensible, така и съвместно написани, като Les passants, Le long de la route, Prends garde a ta langue, J'aime a nouveau, Ni oui ni non. Керидийн Солтани продуцира албума ѝ през лейбъла Play on, като пише и композира хита Je veux. Поп певецът Рафаел Арош пише песните Eblouie par la nuit, Port Coton и La fee. През 2010 година Заз подписва договор за турне с Caramba и с издателя Sony ATV. Заз е канена в различни телевизионни предавания (като Taratata или Chabada) и също така участва в няколко радио предавания.

## Дискография

### Албуми
| Година | Заглавие | Класация   | Класация            | Класация          | Класация | Класация  | Класация | Класация   | Класация | Класация   | Класация  | Класация | Класация | Статус (Фр) |
| Година | Заглавие | Австрийска | Фламандска (Белгия) | Валонска (Белгия) | Фреснка  | Германска | Гръцка   | Италианска | Полска   | Швейцарска | Холандска | Руска    | Чешка    | Статус (Фр) |
| ------ | -------- | ---------- | ------------------- | ----------------- | -------- | --------- | -------- | ---------- | -------- | ---------- | --------- | -------- | -------- | ----------- |
| 2010   | ZAZ      | 12         | 65                  | 1                 | 1        | 3         | 3        | 19         | 14       | 10         | 56        | 8        | 29       | Диамантен   |

### Сингли
| Година | Заглавие            | Класация   | Класация | Класация   | Класация   | Класация  | Класация | Класация |
| Година | Заглавие            | Фламандска | Валонска | Швейцарска | Австрийска | Германска | Френска  | Полска   |
| ------ | ------------------- | ---------- | -------- | ---------- | ---------- | --------- | -------- | -------- |
| 2010   | Je veux             | 34         | 2        | 23         | 16         | 22        | 34       | 23       |
| 2010   | Le long de la route | 321        | 16       | —          | —          | —         | 62       | 39       |
| 2011   | La fee              | —          | 7        | —          | —          | —         | 40       | 35       |
| 2012   | Éblouie par la nuit | —          | —        | —          | —          | —         | 29       | —        |
| 2013   | On ira              | —          | —        | —          | —          | —         | 12       | —        |

### Сингли като партниращ си артист
- 2014: Le chemin de pierre (version pop) (песен на Nolwenn Leroy и Thomas Dutronc)